# Carmen Marton
Carmen Marton (* 30. Juni 1986 in Melbourne) ist eine australische Taekwondoin. Sie startet in der Gewichtsklasse bis 62 Kilogramm.
Marton trainiert in ihrer Heimatstadt am Taekwondo Centre. Ihren ersten internationalen Erfolg feierte sie bei der Juniorenasienmeisterschaft 2001 in Changhua, wo sie in der Klasse bis 55 Kilogramm Silber gewann. In Jeju-si nahm sie zudem auch an der Weltmeisterschaft im Erwachsenenbereich teil, schied jedoch in ihrem Auftaktkampf aus. Ihren sportlich bislang größten Erfolg erkämpfte sich Marton bei der Weltmeisterschaft 2005 in Madrid. In der Klasse bis 63 Kilogramm verlor sie erst im Halbfinale und gewann die Bronzemedaille. Marton konnte sich für die Olympischen Spiele 2008 in Peking qualifizieren. In der Klasse bis 67 Kilogramm erreichte sie das Viertelfinale, verlor dort aber gegen Natália Falavigna und wurde schließlich Neunte.
Erfolgreich verlief für Marton das Jahr 2011. In Shenzhen gewann sie bei der Universiade die Bronzemedaille, bei der Weltmeisterschaft in Gyeongju schied sie erst im Viertelfinale aus. Schließlich gewann sie in Nouméa das ozeanische Olympiaqualifikationsturnier und qualifizierte sich auch für ihre zweiten Olympischen Spiele 2012 in London. Dort unterlag sie im Kampf um die Bronzemedaille der Deutschen Helena Fromm.
Marton ist mit Safwan Khalil liiert, ebenfalls Taekwondoin und Olympiateilnehmer in London.